# Desconfidencialização
Desconfidencialização (por vezes também traduzido do inglês como “desclassificação”) é o procedimento de disponibilização ao público de documentos que anteriormente eram confidenciais sob o princípio da liberdade de informação. Os procedimentos para desconfidencialização variam de acordo com o país.

### Estados Unidos
- National Archives and Records Administration
- Information Security Oversight Office
- Public Interest Declassification Board
- Interagency Security Classification Appeals Panel
- Department of Justice - Freedom of Information Act
- US Department of Defense - Freedom of Information Act
- The National Security Archives
- Open the Government.org
- Federation of American Scientists
- The Keys for Seeking Declassification of Government Documents Protected by E.O. 12958
- Declassified Documents from UCB Libraries GovPubs